# 보잉 737 클래식

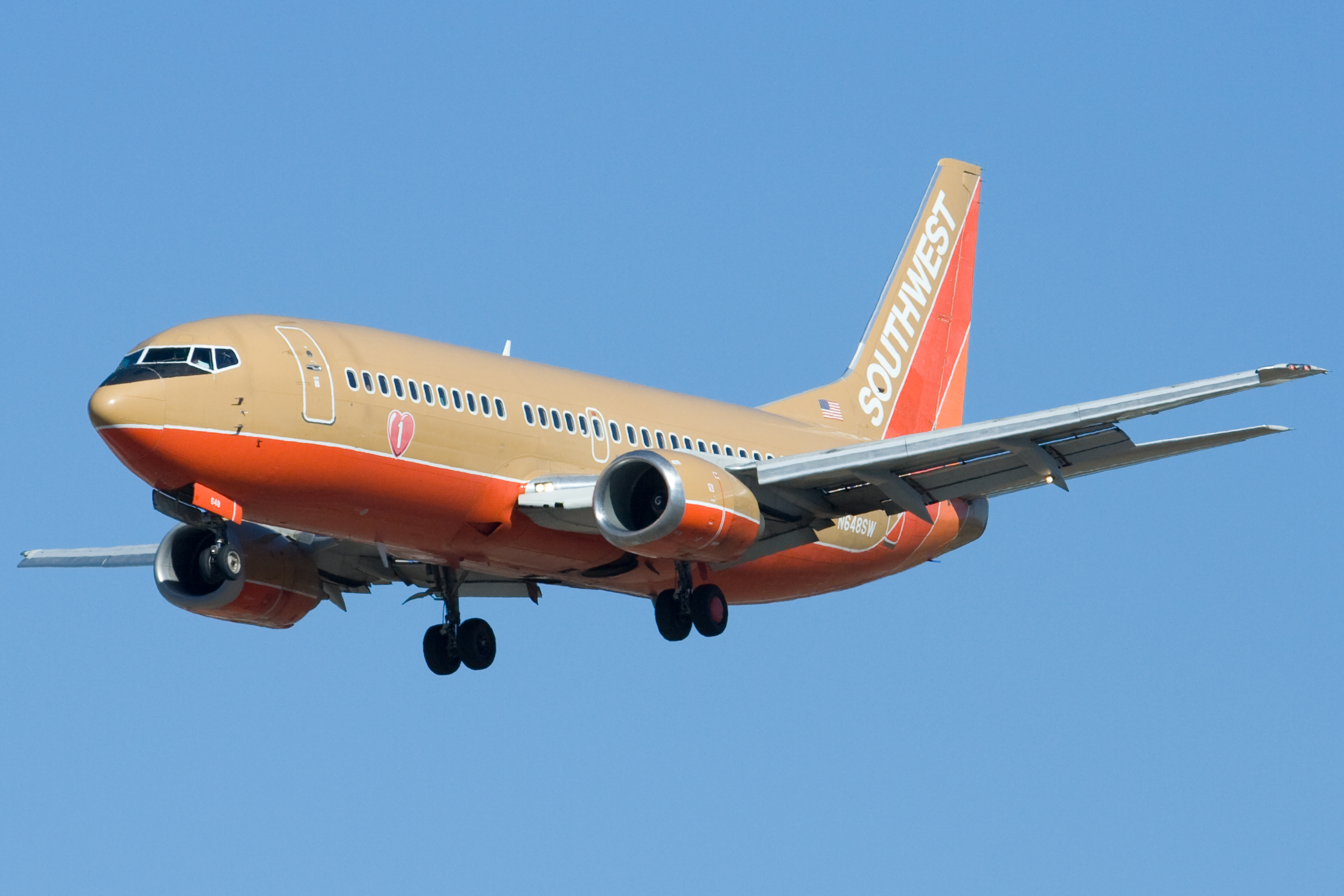

보잉 737 클래식(Boeing 737 Classic)은 보잉 737 시리즈 항공기의 2세대인 보잉 상업용 항공기(Boeing Commercial Airplanes)에서 생산한 협폭동체 여객기 시리즈이다. 개발은 1979년에 시작되었으며 첫 번째 모델인 737-300은 1984년 2월에 첫 비행을 했고 그해 12월에 서비스를 시작했다. 확장판격인 737-400은 1988년 2월에 첫 비행을 했고 그해 후반에 서비스를 시작했다. 가장 짧은 모델인 737-500은 1989년 6월에 첫 비행을 했고 1990년에 서비스를 시작했다.
오리지널 시리즈에 비해 클래식 시리즈는 더 나은 연비를 위해 하이 바이패스 터보팬인 CFM56으로 재설계되었으며 항공 전자 장치도 업그레이드되었다.. 0.6~68.0t(133,500~150,000lb) MTOW의 경우 범위는 2,060~2,375해리(3,815~4,398km, 2,371~2,733마일)이다. 102피트(31m)의 -500은 원래의 737-200과 길이가 비슷하며 110~132명의 승객을 태울 수 있다. 길이 110피트(34m) -300은 126~149명의 승객을 수용할 수 있으며, 길이 120피트(37m) -400은 147~168명을 수용할 수 있다.
맥도널 더글러스 MD-80 시리즈와 경쟁한 다음 에어버스 A320 제품군과 경쟁하여 보잉이 보잉 737 넥스트 제너레이션으로 제안을 업데이트하여 -300/400/500 변형을 737 클래식으로 지정했다. 1984년부터 2000년에 생산이 종료될 때까지 총 1,988대의 항공기가 인도되었다: 1,113대의 -300, 486대의 -400 및 389대의 -500.

## 같이 보기
관련 개발
- 보잉 737
- 보잉 737 MAX
- 보잉 737 넥스트 제너레이션

당시의 비교 기체
- 에어버스 A320 패밀리
- 맥도널 더글러스 MD-80
- 맥도널 더글러스 MD-90
- 투폴레프 Tu-154
- 야코블레프 Yak-42